# Menu

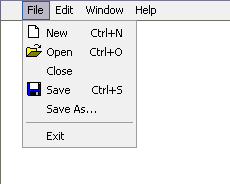
Um menu genérico

Menu em Informática é um programa a ser apresentado no ecrã, onde cada item (ou opção) chama outro programa. Apresenta opções de escolha de navegação ao usuário. 
Existem ferramentas do AS400, por exemplo, para criar estes ecrãs. "Por trás" de cada opção coloca-se o nome do programa a executar, usualmente o nome do CL(linguagem de controlo), que, por sua vez, poderá "chamar" um ou mais Programas (softwares, que cumprem funções determinadas pelo programador).
Trata-se de um programa isolado, um procedimento ou aplicação.